# Funaria subplanifolia
Funaria subplanifolia är en bladmossart som beskrevs av Brotherus 1910. Funaria subplanifolia ingår i släktet spåmossor, och familjen Funariaceae. Inga underarter finns listade i Catalogue of Life.